# Valle di Maddaloni
Valle di Maddaloni – miejscowość i gmina we Włoszech, w regionie Kampania, w prowincji Caserta.
Według danych na rok 2004 gminę zamieszkiwało 2556 osób, 255,6 os./km².